# Вышеград (станция метро)
Вышеград (чеш. Vyšehrad; до 22 февраля 1990 года — «Готтвальдова», чеш. Gottwaldova) — станция пражского метрополитена находится на линии C в районе Панкрац, недалеко от Вышеграда, на южном конце Нусельского моста.

## Интересные места рядом со станцией
Рядом со станцией находится древняя крепость Вышеград. Около выхода располагается Пражский конгресс-центр.

## История и происхождение названия
Станция была открыта 9 мая 1974 года. До 1990 года называлась «Готтвальдова», в честь коммунистического лидера Чехословакии и президента Клемента Готвальда.

## Характеристика станции
Станция поверхностного заложения, расположена под автомагистралью, проходящей по Нусельскому мосту. В отличие от большинства других станций, конструкция «Вышеграда» предполагает раздельное расположение платформ (из-за особенностей конструкции Нусельского моста). Выходы станции ведут к парку, Пражскому Конгресс-центру и отелю «Коринтия». Со станции открывается великолепный вид на Нусельскую долину, а также панорама Праги от Пражского Града до Страшнице. Эта станция оказалась одной из наименее затратных и стоила всего 43 миллиона чехословацких крон.

## Фотогалерея

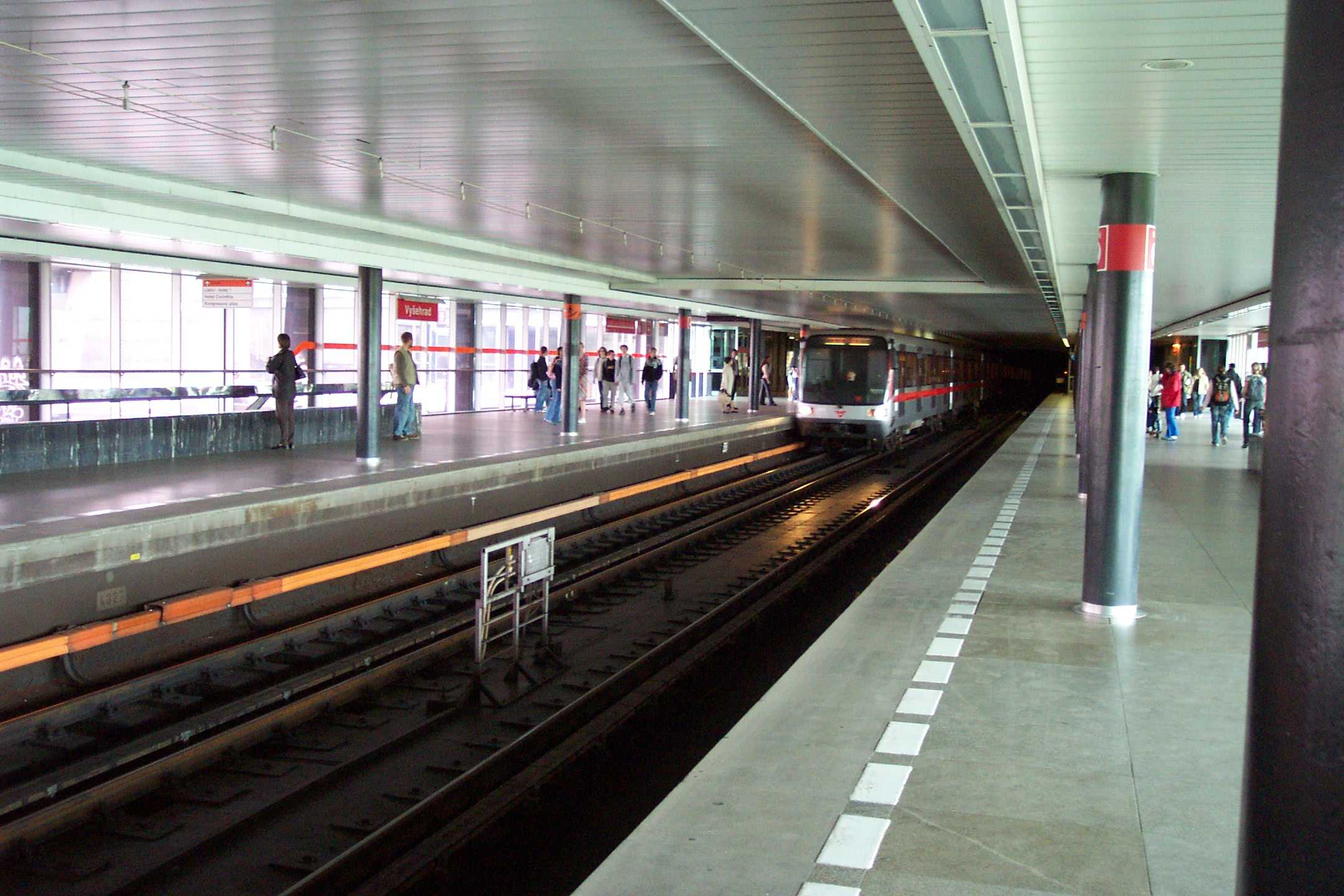
Станция Вышеград изнутри
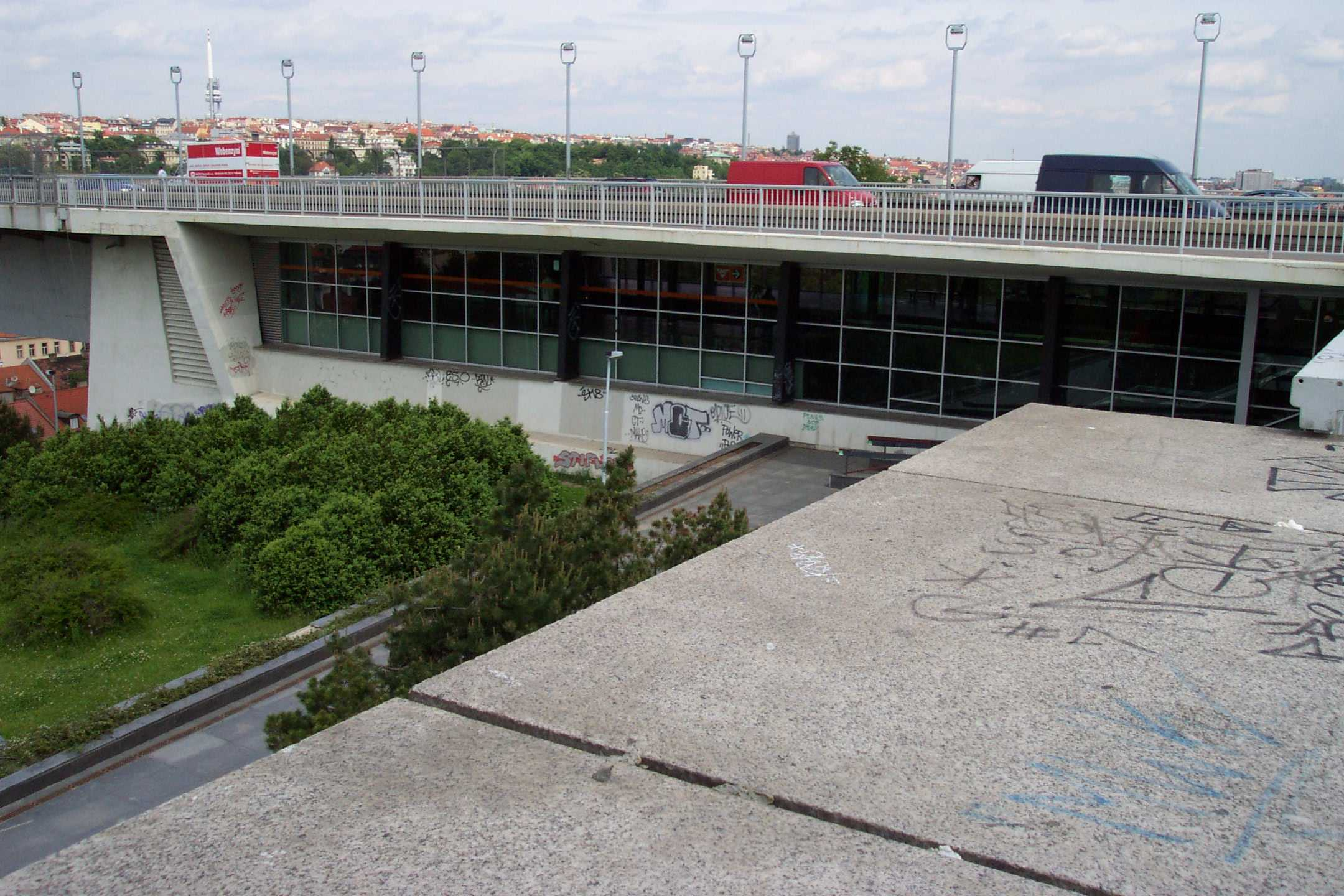
Вид станции издалека
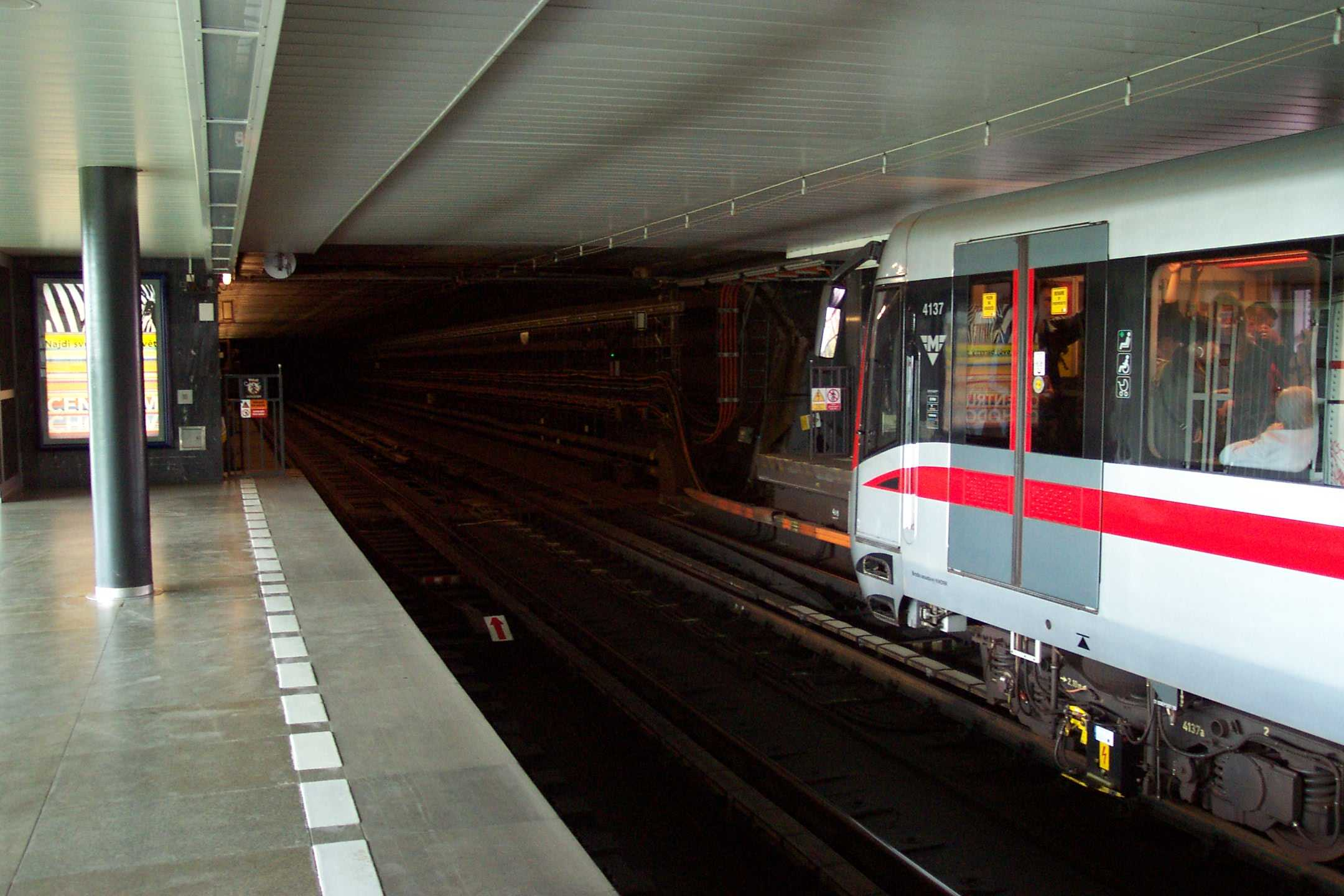
Вид на тоннель со стороны Нусельского моста